# Меч ислама

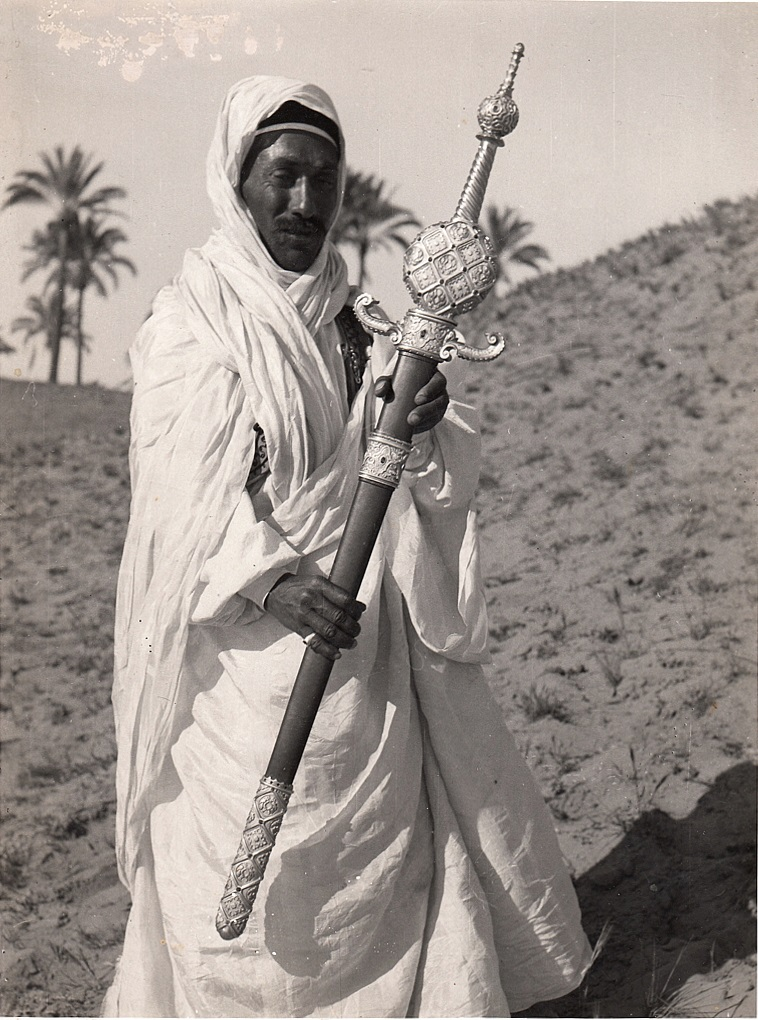
Меч ислама, вручённый Бенито Муссолини

Меч ислама (араб. سيف الإسلام, роман. sayf al-Islām, итал. spada dell’Islam) — церемониальное оружие, которое в 1937 году было вручено итальянскому диктатору Бенито Муссолини, провозгласившему себя «защитником мусульман».

## История

### Предпосылки вручения
Муссолини не был первым европейским правителем, провозгласившим себя «защитником ислама». Так, в 1898 году германский император Вильгельм II заявил в Стамбуле, откуда отправился в Иерусалим и Дамаск, о готовности защищать мусульман (всего император бывал в столице Османской империи трижды).
В качестве главы Италии, Бенито Муссолини посещал Итальянскую Ливию трижды — в 1926, 1937 и 1942 годах. В 1937 году одной из целей визита дуче стала демонстрация благосклонности фашистского лидера к исламу и мусульманам. Это было необходимо, так как после быстрого захвата Эфиопской империи под властью Италии оказалось до 9 млн мусульман — жителей Эфиопии, Эритреи, Сомали и Ливии.
Кроме того, Италия намеревалась продемонстрировать мусульманскому населению Северной Африки, что её политика на Ближнем Востоке в корне отличается от колониализма Франции (в Марокко, Алжире, Тунисе, Сирии) и Великобритании (в Палестине и Египте). После восстания в Палестине в 1936 году проявление интереса к исламу со стороны фашистского лидера должно было указать на неспособность Великобритании сдержать обещания, данные восставшим арабам в 1916 году, и обеспечить Италии образ защитника мусульман от колониализма ведущих европейских демократий.

### Церемония вручения
Самым ярким символическим выражением благосклонности лидера итальянского фашизма стало вручение ему меча ислама, состоявшееся в столице колонии Триполи.16 марта 1937 года кортеж Муссолини прибыл в Триполи, и, после посещения Международной выставки 17 марта, на следующий день дуче стал участником церемонии вручения ему специально выкованного меча, символизирующего принятие на себя роли защитника судеб ислама. Муссолини в сопровождении двух тысяч ливийских кавалеристов на чёрном жеребце выехал на специально выбранную дюну в окрестностях Триполи (жеребца дуче вёл под уздцы конюх, который был вырезан с фотографий торжества). Всадники, выстроенные у её подножия, приветствовали «основателя империи» троекратным боевым кличем. После этого двое кавалеристов-ливийцев, героев Эфиопской кампании, выехав из строя, спешились и приблизились к Муссолини. Под барабанный бой и пушечный салют один из них (Юсуф Кериш, лояльный итальянским властям предводитель берберов) вручил дуче меч ислама, произнеся:
Во имя солдат и мусульман Ливии, гордых сынов фашистской Италии, я имею честь вручить победоносному дуче этот закаленный меч ислама. В эту минуту в такт с нашими сердцами бьются сердца всех мусульман Средиземноморского побережья, которые, исполнившись восхищения и надежды, видят в вас великого государственного деятеля, твердой рукой направляющего нашу судьбу.
После этого Муссолини принял меч, вынул его из ножен, и поднял его в воздух, испустив боевой клич, который подхватили кавалеристы. Вернувшись на коне в город, он обратился к народу с крепости:
Мусульмане Триполи и Ливии! Молодые арабы Средиземноморья! Мой великий и могущественный государь, Его Величество Виктор Эммануил III, король Италии, император Эфиопии, второй раз после одиннадцати лет послал меня в эту страну, над которой вьется триколор, чтобы узнать о ваших потребностях и удовлетворить ваши справедливые желания. Вы преподнесли мне самый ценный подарок: этот меч, символ силы и справедливости, меч, который я возьму с собой в Рим и хранить среди самых драгоценных воспоминаний моей жизни. Принимая ваш подарок, я хочу сказать вам, что в истории Ливии наступило новое время. Вы доказали свою преданность Италии, проявив величайшую дисциплину в то время, когда Италия была вовлечена в войну на дальних рубежах, и вы дали тысячи добровольцев, которые внесли ценный вклад в нашу победу. До начала долгого лета доблестные воины, сражавшиеся в Эфиопии, вернутся домой и будут встречены как подобает героям.

После этих испытаний фашистская Италия намерена гарантировать мусульманскому народу Ливии и Эфиопии мир, справедливость, благополучие, уважение к законам Пророка; она желает, кроме того, продемонстрировать симпатию к исламу и мусульманам во всем мире. Уже скоро своими законами Рим покажет, насколько он заботится о вашим будущем благополучии. Мусульмане Триполи и Ливии! Несите мое слово в ваши города и деревни, прямо в шатры кочевников. Вы знаете, что я сдержан в своих обещаниях, но то, что я обещаю, я выполняю!

### Реакция
Собственное мнение о вручении Муссолини меча ислама и провозглашении дуче защитником мусульман высказал ряд арабских газет.

#### В Палестине
После визита Муссолини в Ливию палестинская арабская газета «Фаластин» публиковала мнение улема Ассада аль-Шукаири, положительно воспринявшего оказанный Муссолини религиозными лидерами Ливии приём и считавшего визит знаком раскаяния Италии в прежних притеснениях, о том, что палестинской и ливийской умме стоит предложить дуче принять политику отказа от сотрудничества с сионистами.

#### В Египте
В то же время, египетская пресса восприняла церемонию скептически. Каирская газета «Аль-Балах» высказывала сомнения в том, что Муссолини действительно имеет возможность стать «защитником» для огромного количества мусульман, живущих под французским и британским владычеством. Цитируя ректора университета Аль-Азхар, она также писала, что подобный титул может носить только мусульманин, активно участвующий в богословской разработке исламского вероучения. Газета «Аль-Ахрам» высказывала мнение, что «арабы, даже если они и ищут дружбы Италии, никогда не просили её о защите», и констатировала: время, когда мусульмане расценивали строительство мечети или визит к гробнице праведника как знак дружбы и расположения, прошло.

#### В Сирии
Дамаскская газета «Алиф-Ба» заявила, что, несмотря на поведение Британии на подмандатных территориях, речь Муссолини не вызвала оптимистического отклика на его обещания.

### Последствия
Визит Муссолини в Ливию в 1937 году стал знаком того, что колония под управлением маршала Итало Бальбо стала для Италии ключевой точкой в планах стратегического развития и контроля в Африке и Средиземноморье, «четвёртым побережьем» Италии и «ярчайших бриллиантом» в короне новой Римской империи фашистов. Современники отмечали, что для Муссолини церемония вручения ему меча ислама была не просто театральным представлением, но серьёзной заявкой на лидерствующее положение в исламском мире, попыткой сформировать зрелую политику в отношении ислама в рамках фашизма на принципах параллельного, но раздельного развития «итальянской» и «африканской» рас (фактически, фашистской формы апартеида). Тем не менее, жест дуче ещё более охладил отношения Италии с Францией и Британией, не слишком убедив в искренности его намерений ливийцев, мусульман в целом, и другие средиземноморские государства — например, Турцию и Югославию. Амбиции Муссолини стать «защитником ислама» остались нереализованными, несмотря на усилия пропагандистских арабоязычных передач «Радио Бари» в 1930-е и поддержку антисионистского национализма в Палестине. То, что проведение в жизнь провозглашённой на церемонии в Триполи политики действительно рассматривалось на практике, сомнительно.

## Меч ислама
Врученный Муссолини меч представлял собой обоюдоострый прямой клинок, украшенный золотыми фризами и надписями арабской вязью. Предположительно, он был изготовлен ювелирной фирмой «Picchiani e Barlacchi» во Флоренции (или же в Риме), оплачен из итальянской казны и обошёлся в 200 тыс. лир. Исторический раздел на сайте  компании, тем не менее, не содержит упоминаний о мече. Газета «Daily Telegraph» оценивала его стоимость в 2 тыс. фунтов стерлингов.

### После свержения Муссолини
Меч хранился в летней резиденции Муссолини в Рокка-делле-Каминате в стеклянном стеллаже. О его местонахождении нет никаких сведений после того, как 25 июля 1943 года резиденция была разграблена бойцами итальянского движения сопротивления.

## Галерея

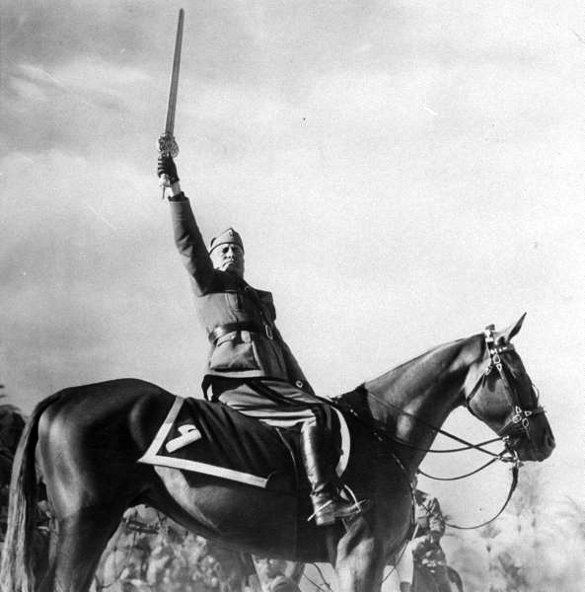
Отредактированная фотография Муссолини на церемонии вручения меча ислама.
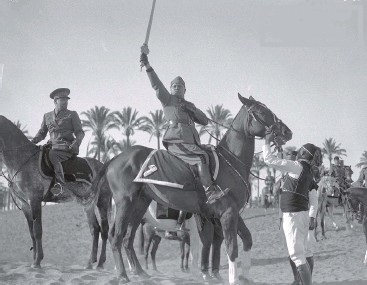
Оригинальная фотография, на которой виден конюх.
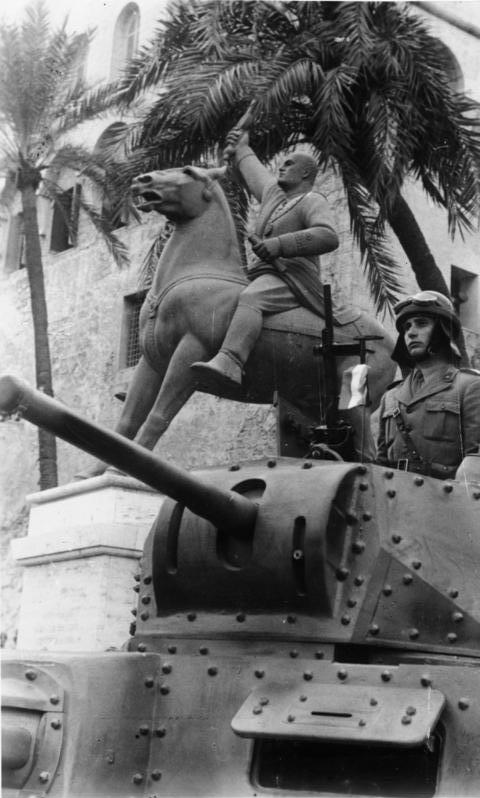
Конная статуя Муссолини в Триполи, изображающая дуче с мечом, во время парада итальянских войск в 1942 году.